# Edmund Johannes Lutz
Edmund Johannes Lutz SDB (* 16. November 1913 in München; † 18. Januar 2004 in München) war ein deutscher Salesianer Don Boscos, Autor und Verlagsleiter.

## Leben
Nach seiner Schulzeit, philosophischen und germanistischen Studien, trat er 1933/34 in das Noviziat der Salesianer Don Boscos im Kloster Ensdorf ein und legte am 29. Juli 1934 die erste Profess ab. 1939 wurde er zur Wehrmacht eingezogen. Die Priesterweihe konnte während eines Urlaubs am 16. Februar 1941 erfolgen. Wieder bei der Truppe, war er bis Februar 1945 teils an der Front, teils im Sanitätsdienst eingesetzt. 
Schon als Student war er in der Jugendbewegung tätig, leitete eine Spielschar für Laienspiele und begründete innerhalb des Ordens den Werkkreis für Feier und Spiel. Er war Mitglied des Jugendseelsorgeausschusses.
1945 übernahm er das Ordensschrifttum. 1946 bis 1947 war er Schriftleiter der Münchener Katholischen Kirchenzeitung. Er war erster Verlagsleiter des 1948 in München gegründeten Don Bosco Verlags, Nachfolger des Verlags der Salesianer, der 1939 verboten worden war.

## Ehrungen
- Bundesverdienstkreuz am Bande (29. Oktober 1979)[1]
- München leuchtet

## Werke
- Die Haidhauser Herbergssuche. München 1946
- Benediktbeurer Christnacht. München 1946
- Das Wolfgangler Niklausspiel. München 1947
- Die Besichtigung von Schloß Winkelstein. Eine Kurzgeschichte mit verteilten Rollen. München 1947
- Das Schloßpark-Komödchen. Nach einem Märchen von Andersen für das Laienspiel gestaltet. München 1948
- Die fröhliche Stunde. Ein Werkbuch. München 1948; 1949; 1953; 1956; 1966; 1972
- Der lachende Engel. Don Bosco für Kinder. München 1949; 1951; 1960; 1964; 1992; 1994
- Stegreifspiele und Scharaden. Eine Grundschule zum Laienspiel. München 1949; 1951; 1954
- Das Ei des Columbus oder wie man Abenteuer erlebt. München 1950
- Hausrezepte. Zwanzig Kapitel für Unfromme. München 1950; 1958
- mit Toni Budenz: Das Fünfzehnminutentheater. Eine bunte Platte des schöpferischen Kurzspieles. München 1953; 1957; 1959; 1960; 1968; 1972
- Das Schulspiel. Die Praxis des darstellenden Spiels in den Volks- und Höheren Schulen auf entwicklungspsychologischer und pädagogischer Grundlage. München 1957
- Montagsgeschichten. Kurzgeschichten zum Vorlesen und Erzählen in Gruppenstunden, Katechese und Schule. München 1956; 1965
- Toni Budenz: Werkbuch für Scharadenspiele. München 1958; 1961; 1964
- So feiern wir Fasching. München 1958; 1960
- Das katechetische Spiel. München 1960
- mit Johannes Mittermaier: Don Bosco. Ein Heiligenleben in Bildern. München 1961
- Toni Budenz: Sketche, Possen, Clownerien. 1961
- Neue Wege in der Jugendarbeit. München 1962
- Festliches Jahr. Glückwünsche und Prologe für alle Feste in der Familie, Schule und Gemeinde im Kreislauf des Jahres. München 1962; 1974
- mit Toni Budenz: Das Stegreifspiel. München 1964
- mit Toni Budenz: Heitere Kurzszenen für Leute von heute. München 1968
- Glauben ohne Angst. Texte, Hilfen, Impulse. München 1972
- Kranke beten, Beten mit Kranken. München 1984
- Von der Kurzgeschichte zum Gespräch. 40 thematische Texte. München 1985
- Du – mein Gott. Beten im Alter. München 1992
- Knusper, knusper, knäuschen. Kinder spielen Märchenszenen. München 1997

## Herausgeber
- Don-Bosco-Werkbuch-Reihe. München ab 1951